# García de San Francisco
Fray García de San Francisco, O.F.M. (1602-1673) fue un sacerdote franciscano que fundó la antigua Paso del Norte el 8 de diciembre de 1659, actualmente Heroica Ciudad Juárez.
Nació en 1602, con el nombre de Francisco García Jiménez en el pueblo de Villalba, en la región de Aljarafe de Sevilla, que actualmente es parte de la provincia de Huelva en Andalucía, España.
De Europa viaja a la Nueva España cuando tenía 20 años y su formación religiosa la realiza en el convento de Churubusco el 4 de octubre de 1623 tomó los hábitos de la orden franciscana.
Después de ingresar a la orden franciscana, en 1628 fue enviado como misionero en la caravana de Fray Esteban de Perea, a evangelizar a los indígenas nativos de Nuevo México, donde funda las misiones de Socorro y Senecú entre 1630 y 1640. Desde 1652 Fray García se enfoca a evangelizar a los indios sumas y mansos de la región del Paso del Norte, que entonces llevaban una vida nómada, lo que consigue hasta el 8 de diciembre de 1659.
En ese tiempo le tocó encabezaba a la orden franciscana de Nuevo México, período en el que se da un conflicto con el gobernador López de Mendizábal, por lo que tarda tres años en regresar a la Misión de Guadalupe de los Mansos en el Paso del río del Norte para bendecir la primera piedra y cimientos del templo el 2 de abril de 1662, el cual sería terminado el 23 de enero de 1668.
Fray García permanece al frente de la misión hasta 1671, cuando decide emprender un último esfuerzo de evangelización de las tribus de júmanos y julimes que se encontraba en la región de la Junta de los Ríos Conchos y Grande en el actual Ojinaga.
Pero, tal vez por su edad, decide poner fin a su trabajo misionero y regresa a la misión de Senecú, en el poblado de senecu (hoy ciudad Juárez) donde fallece el 22 de enero de 1673. 